# Usotsuki Alice to Kujira go wo meguru boken
Albums de Yui Horie
Rakuen
(2004) Darling
(2008)
Singles
Usotsuki Alice to Kujira go wo meguru boken (嘘つきアリスとくじら号をめぐる冒険) est le 5e album solo de Yui Horie, sorti sous le label Star Child le 23 novembre 2005 au Japon.

## Présentation
L'album arrive 20e à l'Oricon et reste classé 4 semaines. Il contient en majorité des titres inédits ainsi que la chanson  Scramble présente sur le single Scramble. L'album sort au format CD et en édition limitée qui contient en plus un photobook.

## Liste des titres
| 1.  | Hajimari no Uta (はじまりの唄)                             | Kumoko (雲子)                      | Kumoko (雲子)                       | 2:13 |
| 2.  | Mushroom March (マッシュルームマーチ)                      | Karen Shiina (椎名可憐)            | Shigenobu Ōkawa (大川茂伸)          | 4:35 |
| 3.  | Sekaijuu no Ai wo Kotoba ni Shite (世界中の愛を言葉にして) | Natsumi Tadano (只野菜摘)          | Shigenobu Ōkawa (大川茂伸)          | 4:01 |
| 4.  | Aoi Mori (蒼い森)                                          | Yuki Matsuura (松浦有希)           | Yuki Matsuura (松浦有希)            | 5:09 |
| 5.  | Shiny merry-go-round                                       | Yuki Matsuura (松浦有希)           | UZA                                 | 4:01 |
| 6.  | Kujira Kousen (くじら光線)                                 | Kumoko (雲子)                      | Kumoko (雲子)                       | 4:17 |
| 7.  | Puzzle                                                     | atsuko                             | atsuko, Katsu                       | 5:13 |
| 8.  | Itsuka (いつか)                                            | Kumoko (雲子)                      | Kumoko (雲子)                       | 3:46 |
| 9.  | Day by day                                                 | Aki                                | Orie Kajiyama (梶山織江 from swiss) | 5:55 |
| 10. | Scramble (スクールランブル) (Horie Yui with UNSCANDAL)     | Takayuki Suzuki (スズーキタカユキ) | Takayuki Suzūki (スズーキタカユキ)  | 3:44 |
| 11. | Let's go!! (LET'S GO!!)                                    | Kumoko (雲子)                      | Kumoko (雲子)                       | 3:50 |
| 12. | Will                                                       | Yuki Matsuura (松浦有希)           | Shin Okawa (大川茂伸)               | 5:41 |
| 13. | Kuchibue (口笛)                                            | Kumoko (雲子)                      | Kumoko (雲子)                       | 3:01 |